# .bt
Pour les articles homonymes, voir BT.
.bt est le domaine de premier niveau national (country code top level domain : ccTLD) réservé au Bhoutan. Il est administré par le Ministère des communications du Bhoutan.